# Gerhard Schedl
Gerhard Schedl (* 5. August 1957 in Wien; † 30. November 2000 in Eppstein) war ein österreichischer Komponist und Lehrbeauftragter.

## Leben

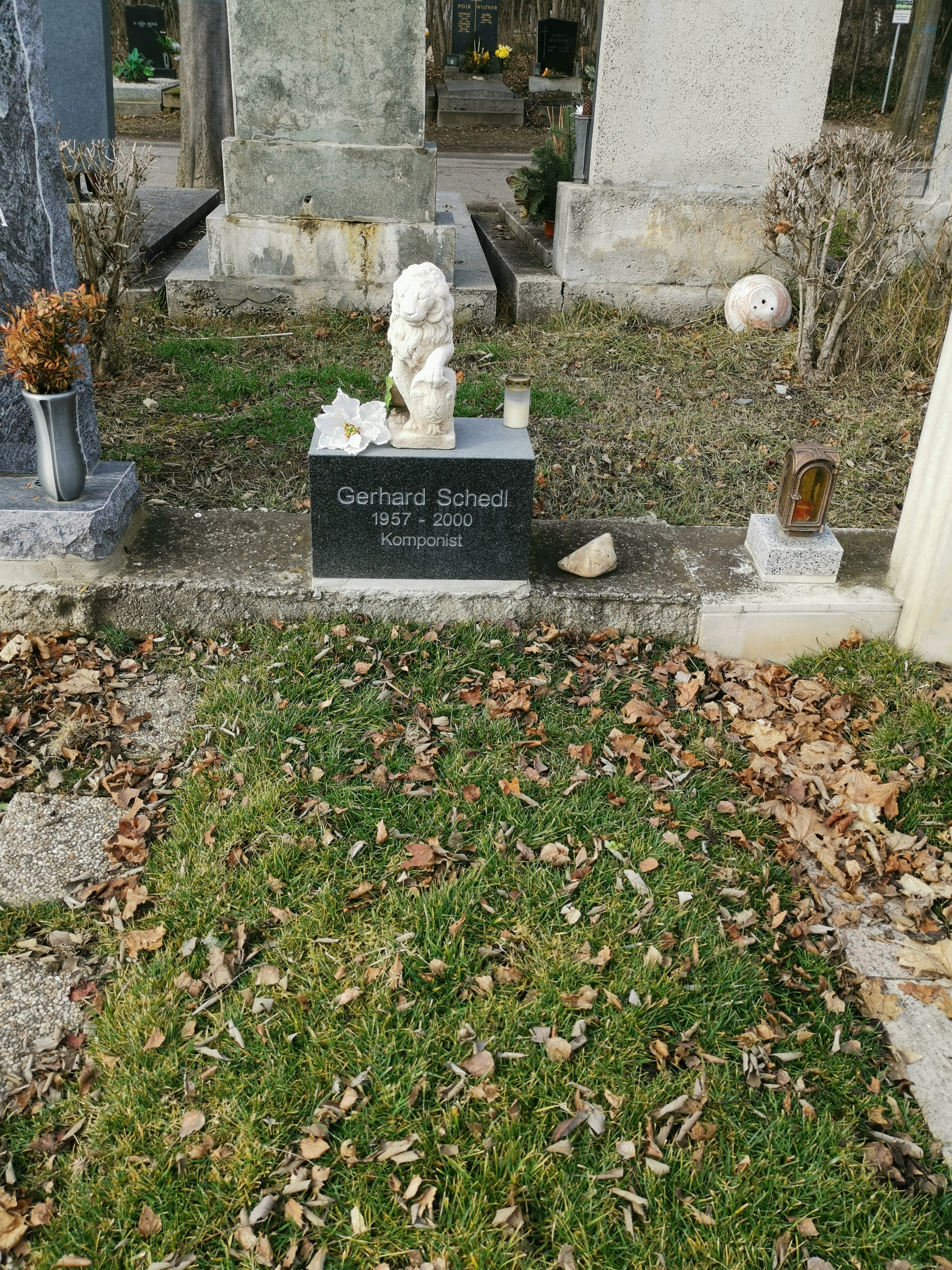
Grabstätte von Gerhard Schedl

Gerhard Schedl bekam ab 1967 Violin- und Gitarrenunterricht und spielte in verschiedenen Bands, ehe er sich 1972 der Komposition zuwandte.
Nach der Matura studierte er zwischen 1976 und 1980 einerseits Musikwissenschaft an der Universität Wien, ohne hier einen Abschluss zu machen, andererseits an der Universität für Musik und darstellende Kunst Wien (damals noch Hochschule für Musik und darstellende Kunst) Komposition bei Erich Urbanner, Tonsatz und Kontrapunkt sowie im Nebenfach Dirigieren bei Otmar Suitner. Diesen Ausbildungsweg schloss er 1980 mit Diplom „mit Auszeichnung“ ab.
Im Jahr 1980 trat Schedl mit insgesamt drei Werken hervor, darunter die Kinderoper Der Schweinehirt nach einem Märchen von Hans Christian Andersen, für die er den 2. Preis beim Carl-Maria-von-Weber-Wettbewerb der Stadt Dresden erhielt. 1982 erhielt er daselbst den Zweiten Preis für die Kammeroper II. Kontrabass.
Ab 1981 hatte er einen Lehrauftrag am Hoch’schen Konservatorium in Frankfurt am Main inne, ab 1982 zusätzlich an der Johannes Gutenberg-Universität Mainz. Von 1987 bis 2000 leitete er gemeinsam mit Claus Kühnl die Frankfurter Kurse für Neue Musik.
Für das Salzburger Landestheater erstellte Schedl drei Auftragswerke. Er war damit in den neunziger Jahren einer der bedeutendsten Komponisten Österreichs von Musiktheaterwerken.
Im Alter von 43 Jahren nahm sich Gerhard Schedl das Leben. Er ruht in einem ehrenhalber gewidmeten Grab auf dem Wiener Zentralfriedhof (Gruppe 40, Nummer 97).

## Auszeichnungen
- 1979: Förderungspreis der Theodor-Körner-Stiftung
- 1981: Förderungspreis der Stadt Wien[5]

### Gerhard Schedl Musiktheaterpreis
In Würdigung von Gerhard Schedls Leistungen schrieb die Neue Oper Wien 2009 erstmals den Gerhard Schedl Musiktheaterpreis für ein abendfüllendes Bühnenwerk aus.

## Werke
Eine ausführliche Liste der Werke Gerhard Schedls findet sich beim music information center austria (siehe Weblinks).

## Schüler
Kompositionschüler der ersten Stunde waren
- Klaus Wiede
- Dieter Hermsdorf
- Stefan Thomas
- Andreas H.H. Suberg

Die letzten Schüler Gerhard Schedls waren Daniel Hensel und Roman Pawollek. Hensel verfasste die erste Dissertation über das Werk Schedls. Beide setzen sich zusammen mit dem Musikwissenschaftler Christian Heindl für Aufführungen Schedls Musik ein, was in einer Kooperation des Wiener Vereins für zeitgenössische Musik il rilievo und der Alte Schmiede (Wien) sowie des Studios für Neue Musik Würzburg e. V. mündete.